# 土岐康行の乱
土岐康行の乱（ときやすゆきのらん）は、南北朝時代の康応元年（1389年）から明徳元年（1390年）にかけて発生した、守護大名の土岐康行が室町幕府に討伐された事件である。美濃の乱、美濃土岐の乱とも呼ばれる。

## 土岐氏
美濃源氏の土岐氏は美濃国で大きな勢力を有し鎌倉幕府の有力御家人となった。土岐頼貞は南北朝の争乱では北朝方について室町幕府から美濃守護職に任じられ、足利尊氏を助けて功績が大きく幕府創業の功臣となった。その孫の頼康は美濃国・尾張国・伊勢国の3ヵ国の守護に任ぜられて評定衆に連なり、土岐氏の最盛期を築いた。
三代将軍足利義満の時、頼康は管領細川頼之と不和になって勝手に帰国してしまい、義満を激怒させ討伐令を出されたことがある（後に謝罪して許された）。康暦元年（1379年）の康暦の政変では斯波義将とともに細川頼之排斥に動いている。頼康は幕府創業以来の宿老として重きをおいた。

## 乱の経緯
嘉慶元年（1387年）頼康が70歳の高齢で死去。土岐氏の惣領は養子の康行が継いだ。康行は従兄弟の詮直を尾張守護代とし、弟の満貞を京都代官として義満に近侍させた。
将軍専制権力の確立を目指す義満は統制が困難だった有力守護大名の弱体化を狙っていた。嘉慶2年（1388年）義満は美濃国、伊勢国の守護職の継承のみを康行に許し、尾張国は満貞に与えてしまった。満貞は野心家で尾張守護職を欲して度々義満へ康行と詮直の讒言をしていた。義満はこの兄弟の不和を利用して土岐氏の分裂を図ったのである。
これに激怒したのが尾張守護代の詮直で、満貞は尾張国へ下向するがこれを拒んで尾張国黒田宿で合戦になり、満貞は敗れて敗走した。京へ逃げ帰った満貞は康行と詮直の謀叛を訴えた。義満はこの機を逃さず、康応元年（1389年）4月に康行を謀反人と断じて討伐を命じ、土岐氏一族の土岐頼忠・頼益父子が征討に向かった。翌明徳元年（1390年）閏3月に康行は美濃国池田郡小島城（岐阜県揖斐川町）で挙兵するが敗れて没落した。

## 戦後
康行の美濃国・伊勢国の守護職は没収され、美濃国は戦功のあった土岐頼世（頼忠）、伊勢国は仁木満長へ与えられた。『䕃涼軒日録』によると義満は土岐氏の断絶を考えたが、雲渓支山のとりなしでこれを思い止まり、義満は頼世へ支山に感謝して在所を寄進するよう命じ、頼世は美濃国玉村保を寄進したという。
義満の有力守護大名弱体化政策は続けられ、明徳2年（1391年）には11カ国を領して『六分の一殿』と呼ばれた山名氏一族が征伐された（明徳の乱）。
応永6年（1399年）には6カ国の守護だった大内義弘が義満の挑発によって挙兵して滅ぼされた（応永の乱）。
美濃守護職は後に土岐頼益へ譲補され、以後、頼益の家系が土岐氏の惣領として美濃国を支配する。
康行は明徳2年（1391年）に許されて明徳の乱で戦功を挙げ、応永7年（1400年）に伊勢北半国守護に再任された。以後、康行の家系は伊勢守護職を継承して土岐世保家と呼ばれた。
満貞は明徳の乱に参戦するが、卑怯な振る舞いがあったと咎められて明徳3年（1392年）に尾張守護職を解任されている。尾張守護職は土岐氏から離れて、応永7年（1400年）以降は斯波氏が継承することになった。
乱の発端となった詮直は応永の乱の時に大内義弘に呼応して尾張国で挙兵して美濃国へ討ち入り、美濃守護の土岐頼益に敗れている。